# 愛你九週半3~新的開始
《愛你九週半3~新的開始》是一部1998年美國色情爱情片，由艾力克斯·萊特編劇和導演，保羅·莫庫利奧、克拉拉·貝拉爾和马尔科姆·麦克道威尔主演，是電影《愛你九週半》和《愛你九週半2》的前傳。

## 剧情
一位银行家前往路易斯安那州与一位古怪的亿万富翁交易，却卷入了富翁的妻子、狂欢节和邪教组织的阴谋。

## 演员
- 保羅·莫庫利奧（英语：Paul Mercurio） 饰 马特·韦德
- 克拉拉·貝拉爾（英语：Clara Bellar） 饰 埃米莉·迪布瓦
- 马尔科姆·麦克道威尔 饰 弗朗索瓦·迪布瓦
- 佛德列·科里士（英语：Frederic Forrest） 饰 戴维·米尔曼
- 安娜·傑西辛 饰 罗宾·米尔曼
- 威廉·基恩 饰 乔伊·汉德勒
- 李察·德頓（英语：Richard Durden） 饰 劳伦斯·加纳
- 丹尼斯·柏克利（英语：Dennis Burkley） 饰 马龙·托莱特警长
- 詹姆斯·布萊克（英语：James R. Black） 饰 莫里斯·布德罗
- 柯林·麥克法蘭（英语：Colin McFarlane） 饰 里米